# 高燕 (1976年)
高燕（1976年—），女，彝族，云南宣威人，中华人民共和国政治人物，中国共产党党员，第十二届全国人民代表大会云南地区代表。

## 生平
毕业于云南省委党校函授学院法律专业。2013年，担任全国人大代表。